# Nowa Wieś (powiat działdowski)
Nowa Wieś (niem. Neudorf) – wieś w Polsce położona w województwie warmińsko-mazurskim, w powiecie działdowskim, w gminie Rybno.
W latach 1975–1998 miejscowość administracyjnie należała do województwa ciechanowskiego.